# Viby (Aarhus)

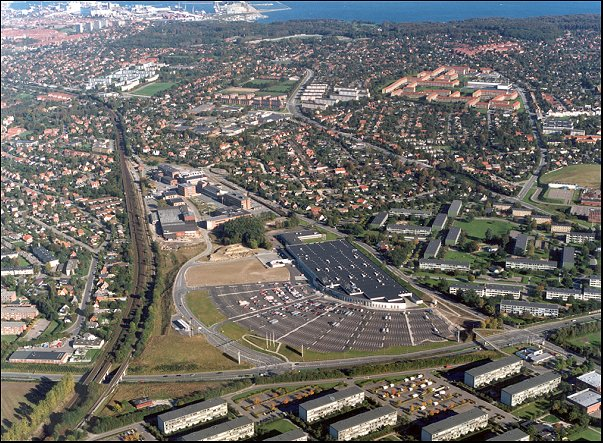
Viby

Viby is een buitenwijk van de Deense stad Aarhus ten zuidwesten van het centrum. Er wonen ongeveer 30.000 mensen.

## Zie ook

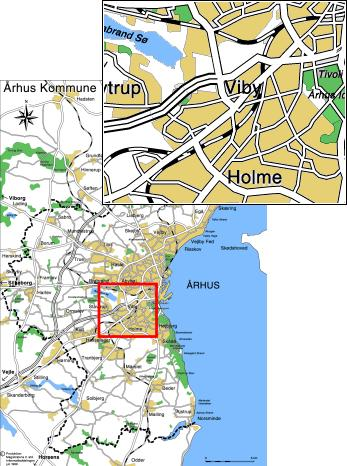
Locatie